# Сан Доменико (Орвието)
Църквата „Сан Доменико“ (на италиански: Chiesa di San Domenico) е католически храм в гр.Орвието, регион Умбрия, провинция Терни, Италия.

## История
Строителството на църквата започва през 1233 г., само няколко години след смъртта на Свети Доминик - така че това е една от първите църкви на Ордена на доминиканците. В миналото сградата е била трикорабна базилика, но през 1932 г. част от сградата е разрушена и преустроена, като от първоночалната църква са запазени апсидата и трансепта.

## Интериор
В църквата се съхранява катедрата, която е използвал Тома Аквинск по време на лекциите по теология, които е изнасял в Орвието през второта половина на ХІІІ век. В църквата се намира и Мавзолеят на кардинал де Брей, направен от скулптора Арнолфо ди Камбио през 1282 г.